# ماريو مارتين ديلغادو
ماريو مارتين ديلغادو (بالإسبانية: Mario Delgado Carrillo)‏ هو سياسي مكسيكي، ولد في 17 يونيو 1962 في مدينة كوليما في المكسيك. حزبياً، نشط في حزب الثورة الديمقراطية. وقد انتخب Secretaria de Educación de la Ciudad de México ‏ (31 يوليو 2010 – 28 مارس 2012) وانتخب عضو مجلس الشيوخ من المكسيك.